# نادي 1917
نادي 1917 كان ناديًا للاشتراكيين الذين التقوا في شارع جيرارد، سوهو، في وسط لندن، خلال الجزء الأول من القرن العشرين. أسسه ليونارد وولف وبعض أصدقائه في ديسمبر 1917.  على الرغم من أن اسم النادي كان يشير إلى ثورة فبراير عام 1917، إلا أنه لم يكن ناديًا بلشفيًا، وكان يتكون في الغالب من أعضاء حزب العمال جنبًا إلى جنب مع بعض أعضاء الحزب الليبرالي في اتحاد السيطرة الديمقراطية، وبعض الشخصيات الفنية، ولا سيما مجموعة بلومزبري. 
ويهدف النادي إلى استقطاب أعضاء من اليساريين الذين لم يتمكنوا من تحمل تكلفة أندية السادة في لندن، أو الذين لم يرغبوا في الانضمام إليها لأسباب سياسية. أصبح النادي معروفًا بالمتحدثين المثيرين للاهتمام، لا سيما في الأمور السياسية، ولكن أيضًا بسبب جودة الطعام الرديئة. 
اجتمعت مجموعة صغيرة من أنصار البلاشفة حول ألفريد باشاراش ومايلز مالسون في النادي في أيامه الأولى، لكنهم كانوا أقلية أمام اليساريين الآخرين. في فترة ما بعد الظهر، كان يحظى بشعبية لدى الفنانين والكتاب، ومع مرور السنين، سيطروا على النادي. في وقت لاحق، اجتذب العديد من الأعضاء الأفقر الذين استخدموا مرافق النادي أثناء البحث عن عمل. أدى نزاع بين مجموعتين من الأعضاء وانتخاب متنازع عليه إلى قيام لجنة النادي بإغلاقه في عام 1932. 
وشمل النادي جوردون تشايلد، رامزي ماكدونالد، ألدوس هكسلي، هربرت جورج ويلز، إلسا لانشيستر، روز ماكولي،  جون هوبسون، ماري هاملتون، اميل بيرنز، إدموند دين موريل، تشارلز رودن باكستون، كليمنت أتلي، ستانلي أونفين، سي. إي. إم. جود، هربرت موريسون، هيو دالتون، جورج كول، إي. إم. فورستر، أوزوالد موسلي، رايموند بوستغيتي، شابورجي ساكلاتفالا، بن تيرنر وآرثر بونسومبي. 

### الحواشي
1. ↑  نادي 1917. p. 79.
2. 1 2 3 4  Margaret 'Esipinasse, Dictionary of Labour Biography (vol. 5), pp. 100–102.
3. ↑  نادي 1917. p. 41.

### فهرس
- Green، Sally (1981). Prehistorian: A Biography of V. Gordon Childe. Bradford-on-Avon, Wiltshire: Moonraker Press. ISBN:978-0-239-00206-8.
- James، Winston (2003). Bill Schwarz (المحرر). "A race outcast from an outcast class: Claude McKay's experience and analysis of Britain". West Indian Intellectuals in Britain. Manchester and New York: Manchester University Press. ص. 71–92.